# Polyspinatus
Polyspinatus è un genere estinto di pesci ossei appartenente all'ordine Polymixiiformes, descritto a partire da esemplari provenienti dalla Formazione di Fur (Danimarca), risalente all'Eocene inferiore (Ypresiano). 

## Descrizione
Il genere Polyspinatus è stato descritto sulla base di sette esemplari quasi completi e ben conservati. Gli esemplari sono stati analizzati tramite stereomicroscopia tradizionale e mappatura a fluorescenza a raggi X (micro-XRF), che ha permesso di ottenere immagini digitali della distribuzione di elementi come stronzio, fosforo e calcio. Questi dati hanno contribuito alla descrizione tassonomica del taxon.
L'anatomia di Polyspinatus fluere presenta una combinazione unica di caratteri distintivi che ne supportano l'assegnazione alla famiglia Polymixiidae. In particolare, l'apparato ioideo mostra una morfologia altamente specializzata: il primo e il secondo raggio branchiostegale sono sinuosi e paralleli tra loro, il terzo è ampio e piatto, mentre i quattro successivi hanno una forma allungata simile a una sciabola. Questa struttura è sorprendentemente simile a quella del genere Polymixia, suggerendo una possibile relazione di sister group con i Polymixiidae attuali.

## Classificazione
Polyspinatus fluere è stato descritto per la prima volta nel 2022, sulla base di sette esemplari provenienti dalla Formazione di Fur in Danimarca. Questo genere rappresenta la prima testimonianza fossile eocenica della famiglia Polymixiidae basata su resti scheletrici articolati. Le sue caratteristiche morfologiche lo distinguono da altri membri della famiglia; è probabile che Polyspinatus possa rappresentare il sister taxon del genere attuale Polymixia.